# Stefan Johansen
Pour les articles homonymes, voir Johansen.
Stefan Johansen, né le 8 janvier 1991 à Vardø en Norvège, est un footballeur international norvégien qui évolue au poste de milieu central. 
Il joue actuellement pour le club de Sarpsborg 08.

## Biographie

### FK Bodø/Glimt
Johansen naît et grandit à Vardø. Il est transféré au FK Bodø/Glimt à l'âge de 14 ans. Il rejoint l'équipe première avec Anders Konradsen avant la saison 2007. Johansen fait ses débuts en équipe première au premier tour de la Coupe de Norvège 2007, le 20 mai 2007 contre Hammerfest FK (victoire 4-0). Il dispute son premier match en Adeccoligaen (D2) le 22 juillet contre le Sparta Sarpsborg. Il remplace Mounir Hamoud à la 85e minute de la partie (victoire 2-0).
Il joue six matches en Adeccoligaen (D2) et ensuite Bodø/Glimt se voit promu en Tippeligaen (D1) en 2007. Il fait ses débuts en Tippeligaen lors d'une victoire 3-2 contre Viking FK le 10 août 2008, en remplaçant Jan-Derek Sørensen à la 85e minute.
Johansen fait quatre apparitions lors de la saison 2009 et il joue régulièrement pour Bodø/Glimt en Adeccoligaen en 2010. Il est même considéré comme l'un des plus grands talents de la Nord-Norge. Des clubs tels que Tromsø IL, Fredrikstad FK et Aalesunds FK voulent le faire signer car son contrat se termine à la fin de la saison, et il signe finalement un contrat de trois ans avec Strømsgodset IF le 7 décembre 2010, et rejoint le club par le biais d'un transfert gratuit le 1er janvier 2011. Johansen a joué 18 matchs en Adeccoligaen lors de sa dernière saison à Bodø/Glimt.

### Strømsgodset IF
Johansen fait ses débuts pour Strømsgodset en Tippeligaen lors d'une victoire de 2-1 contre Sogndal IL. Il remplace Fredrik Nordkvelle à la 80e minute de la partie. Le 27 novembre 2011, il marque son premier but en première division norvégienne contre le FK Haugesund (défaite de Strømsgodset 5-1). Durant sa première saison à Strømsgodset, Johansen fait 13 apparitions en championnat et marque un but. 
L'année suivante, Johansen prend le poste de Mohammed Abu qui retourne à Manchester City pour la fin de son prêt. Lors d'un match contre Sandnes Ulf le 16 mai 2012, Johansen marque un but sur un coup franc direct. Dans la victoire 5-0 contre Fredrikstad FK le 27 mai 2012, Johansen marque un nouveau but sur un coup franc direct, identique à celui qu'il a marqué 11 jours plus tôt. En août 2012, Johansen se voit attribuer le Prix Talent Statoil pour ses performances.
Le 19 février 2013, Johansen renouvelle son contrat qui le lie à Strømsgodset pour deux saisons, soit jusqu'en 2015. Le 7 mars, il est désigné vice-capitaine de l'équipe, avec Jørgen Horn, alors qu'Adam Larsen Kwarasey en devient le nouveau capitaine. Il fait partie de l'équipe qui remporte le championnat en 2013 : à la suite de ce succès, il reçoit le Kniksen Award du meilleur milieu de terrain de Tippeligaen.

### Celtic Glasgow
Le 15 janvier 2014, Johansen s'engage en faveur du club écossais du Celtic Glasgow pour une somme d'environ 2,5 millions d'euros,. Il signe un contrat de trois ans et demi avec le club, et devient par la même occasion le quatrième joueur norvégien au Celtic, après Harald Brattbakk, Vidar Riseth et Thomas Rogne,.  
Johansen fait ses débuts pour le Celtic en Premiership (D1) lors d'une victoire 4-0 contre Hibernian Édimbourg le 26 janvier 2014. Il remplace Charlie Mulgrew à la 87e minute de la partie. Le 2 février, il est titulaire en championnat contre le St. Mirren, il réalise tout de même un bon match. Celtic gagne par 1 à 0.

### En Angleterre
Le 26 août 2016, il rejoint le club de Fulham.
Le 31 janvier 2019, il est prêté à West Bromwich Albion.
Le 26 janvier 2021, il est prêté à Queens Park Rangers.
Le 24 juillet 2021, il rejoint Queens Park Rangers.

### Équipe nationale

#### Parcours avec les équipes de jeunes
Johansen débute en espoirs le 14 août 2012 comme titulaire dans un match amical contre l'Autriche espoirs (2-2). Il se qualifie pour le championnat d'Europe espoirs 2013, après avoir notamment battu l'équipe de France espoirs en match de barrage : défaite 1-0 au match aller au Stade Océane du Havre, puis victoire 5-3 au match retour disputé à Drammen, dans le stade de son club.
Le 7 mai 2013, Johansen est inclus dans la liste provisoire délivré par l'entraîneur Tor Ole Skullerud en vue du Championnat d'Europe de football espoirs 2013. Le 22 mai, son nom apparaît parmi les 23 joueurs choisis pour disputer l'événement. La sélection norvégienne passe la phase de groupes, avant d'être éliminé par l'équipe d'Espagne espoirs. En vertu du règlement, la Norvège obtient la médaille de bronze à égalité avec les Pays-Bas espoirs, l'autre demi-finaliste battu.

#### Parcours en A
Stefan Johansen est convoqué pour la première fois par le sélectionneur national Egil Olsen pour un match amical face à la Suède le 14 août 2013. Il honore ainsi sa première sélection en tant que titulaire et se distingue en marquant le second but des Norvégiens qui s'inclinent (4-2).
Il compte 6 sélections et 1 but avec l'équipe de Norvège depuis 2013.

## Palmarès

### En club
- Avec Strømsgodset IF :
  - Champion de Norvège en 2013
- Celtic
  - Vainqueur du Championnat d'Écosse en 2014, 2015 et 2016
  - Vainqueur de la Coupe de la Ligue écossaise en 2015.

### Distinction individuelle
- Kniksen Award récompensant le meilleur milieu de terrain du championnat norvégien de l'année 2013
- Membre de l'équipe-type de Scottish Premier League en 2015

## Statistiques

### Statistiques en club
| Saison                | Club                  | Championnat           | Championnat | Championnat | Coupe(s) nationale(s) | Coupe(s) nationale(s) | Compétition(s) continentale(s) | Compétition(s) continentale(s) | Compétition(s) continentale(s) | Norvège | Norvège | Total | Total |
| Saison                | Club                  | Division              | M.          | B.          | M.                    | B.                    | Comp.                          | M.                             | B.                             | M.      | B.      | M.    | B.    |
| 2007                  | FK Bodø/Glimt         | Adeccoligaen          | 6           | 0           | 1                     | 0                     | -                              | -                              | -                              | -       | -       | 7     | 0     |
| 2008                  | FK Bodø/Glimt         | Tippeligaen           | 1           | 0           | 1                     | 0                     | -                              | -                              | -                              | -       | -       | 2     | 0     |
| 2009                  | FK Bodø/Glimt         | Tippeligaen           | 4           | 0           | 2                     | 0                     | -                              | -                              | -                              | -       | -       | 6     | 0     |
| 2010                  | FK Bodø/Glimt         | Adeccoligaen          | 18          | 0           | 3                     | 2                     | -                              | -                              | -                              | -       | -       | 21    | 2     |
| 2011                  | Strømsgodset          | Tippeligaen           | 13          | 1           | 1                     | 0                     | -                              | -                              | -                              | -       | -       | 14    | 1     |
| 2012                  | Strømsgodset          | Tippeligaen           | 27          | 3           | 5                     | 1                     | -                              | -                              | -                              | -       | -       | 32    | 4     |
| 2013                  | Strømsgodset          | Tippeligaen           | 27          | 4           | 2                     | 0                     | C3                             | 4                              | 0                              | 6       | 1       | 39    | 5     |
| 2013 - 2014           | Celtic Glasgow        | Premiership           | 4           | 0           | 1                     | 0                     | -                              | -                              | -                              | -       | -       | 5     | 0     |
| Total sur la carrière | Total sur la carrière | Total sur la carrière | 100         | 8           | 16                    | 3                     | -                              | 4                              | 0                              | 6       | 1       | 126   | 12    |

### Buts en sélection
Le tableau suivant liste tous les buts inscrits par Stefan Johansen avec l'équipe de Norvège.